# Domingos de Paola
Domingos de Paola (Salvador, 29 de maio de 1929 – 14 de agosto de 1992) foi um médico brasileiro.
Graduado pela Faculdade Nacional de Medicina em 1952. Foi eleito membro da Academia Nacional de Medicina em 1981, sucedendo Olyntho Luna Freire de Pillar na Cadeira 98, que tem Adolfo Frederico Luna Freire como patrono.